# 1987 au Yukon
Chronologie du Yukon
- 1983
- 1984
- 1985
- 1986
- 1987
- 1988
- 1989
- 1990
- 1991

Cette page concerne des événements d'actualité qui se sont produits durant l'année 1987 dans le territoire canadien du Yukon.

## Politique
- Premier ministre : Tony Penikett (NPD)
- Chef de l'Opposition officielle : Willard Phelps (Parti progressiste-conservateur)
- Commissaire : John Kenneth McKinnon
- Législature : 26e

## Événements
- Charlotte Ouellet devient la présidente de l'Association franco-yukonnaise[1].

- Création du Parc territorial de l'Île-Herchel–Qikiqtaruk.

- Fondation de l'Énergie Yukon (en) et l'aérien Summit Air.

- Thomas Joseph Lobsinger devient le 3e évêque du diocèse de Whitehorse à la suite de la démission de Hubert Patrick O'Connor de l'an dernier.

- 16 janvier : Erik Nielsen quitte ses fonctions du député fédéral de la circonscription du territoire du Yukon pour devenir le président de l'Office national des transports.

- 2 février : le néo-démocrate Danny Joe (en) remporte l'élection partielle de Tatchun à la suite de la démission de Roger Coles (en) qui a été accusé de drogue et condamné à trois ans de prison l'an dernier.

- 20 juillet : lors de la première élection partielle fédérale de la circonscription du territoire du Yukon depuis 1957, la néo-démocrate Audrey McLaughlin l'emporte avec 35 % des voix, contre ses trois adversaires du libéral et maire de Whitehorse Don Branigan avec 32 %, du progressiste-conservateur David Leverton avec 27 % et du candidat indépendant Fred Marshall crédité de 5 %.